# Fussa, Tokyo
Fussa (福生市 Fussa-shi, Phúc Sinh) là một thành phố thuộc Tokyo, Nhật Bản.
Đến năm 2010, thành phố có dân số ước tính là 60.005 và mật độ dân số là 5.860 người/km². Tổng diện tích là 10,24 km².

## Lịch sử
Thành phố được thành lập ngày 1 tháng 7 năm 1970.

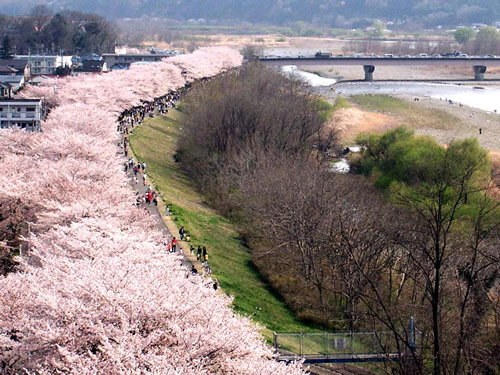
Fussa: Hoa anh đào dọc theo sông Tama